# زنبق آدریاتیک جنوبی
زنبق آدریاتیک جنوبی (نام علمی: Iris pseudopallida) نام یک گونه از سرده زنبق است.